# Иисус Христос — суперзвезда (фильм)
«Иисус Христос — суперзвезда» (англ. Jesus Christ Superstar) — кинофильм канадского режиссёра Нормана Джуисона, вышедший на экраны в 1973 году. Лента также является его единственной сценарной работой. Снят по одноимённой рок-опере
.

## Сюжет
Киноверсия легендарной рок-оперы композитора Эндрю Ллойда Уэббера на стихи Тима Райса, снятая в жанре фильма-спектакля, разыгранного современными актёрами на фоне живописных ближневосточных пейзажей. Помимо яркой музыки и вокала, фильм интересен необычной трактовкой сущности Христа и его учений, которая представляет собой альтернативу ортодоксальному христианству.
Фильм получился иллюстративным, предлагающим яркое освещение ключевых эпизодов биографии Христа, снятых на натуре в Израиле. Но привлекают аттракционные моменты, введенные Джуисоном в ткань повествования (мотив фильма в фильме, когда на студийном автобусе в пустыню приезжают актёры, чтобы разыграть этот спектакль про Христа; неожиданные кадры с танками вместо фаланг римских легионеров). Кроме того, оригинальна трактовка образа Иуды, роль которого исполняет чернокожий актёр Карл Андерсон.

## Производство
Основным местом съёмок стал Авдат, архитектурный заповедник в пустыне Негев на месте древнего набатейского города в южном Израиле.
Идея производства фильма возникла у Нормана Джуисона после прослушивания концептуального альбома с рок-оперой Эндрю Ллойда Уэббера и Тима Райса «Иисус Христос — суперзвезда», который ему передал Барри Деннен. Альбом произвёл на Джуисона огромное впечатление: он писал как был «любопытно тронут» и «наполнен захватывающими визуальными образами», когда впервые услышал запись. Также он был поражён способностью этой оперы воплотить так много смыслов без разговорных строк. Впервые Джуисон публично озвучил заинтересованность в режиссуре фильма, основанного на этом альбоме, в интервью на нью-йоркской премьере его фильма «Скрипач на крыше»: «Я представляю его как захватывающий инновационный фильм, повторяющий идею рок-оперы — только музыка и тексты, никаких диалогов».
Так как права на экранизацию мюзикла принадлежали MCA Records, Джуисон связался с президентом компании Лью Вассерманом, чтобы обсудить своё видение будущей картины. И, несмотря на то, что на роль режиссёра рассматривались и другие кандидатуры, именно идеи Джуисона и послужной список его предыдущих фильмов, повлияли на решение Universal. После встречи всех заинтересованных лиц — Джуисона, одного из авторов мюзикла Эндрю Ллойда Уэббера и исполнительного директора Universal Pictures Неда Танена, кинопроект был окончательно согласован. Уэббера особенно впечатлил опыт Джуисона со «Скрипачом на крыше», как удачной адаптацией мюзикла на религиозную тему.
К работе над сценарием приступил ещё один автор мюзикла Тим Райс. В его черновике будущий фильм представал эпическим, в стиле картины 1959 года «Бен-Гур». Резюмируя свою работу, он подчеркивал, чтобы «массивный визуальный эффект сопровождал какую песню». Однако его концепция проигрывала идее Джуисона и была отвергнута.
Джуисон представил свой сценарий, написанный совместно с Мелвином Брэггом, который хорошо зарекомендовал себя как телевизионный автор. Их проект представлял собой пастиш, сочетающий библейские и современные элементы культуры, особенно с театральным групповым обрамлением. Брэгг говорил о своём участии в проекте, как «своего рода случайности», подписав контракт только после того, как коллега спросил: «Вы хотели бы попробовать?» Брэгг вспоминал, что «все хорошие моменты были тем, над чем [я] работал», хотя он действительно подал Джуисону идею о том как эффектнее использовать в кадре массовые сцены. Брэгг и Джуисон писали сценарий во время просмотра локаций для съёмок в пустынях Израиля, прослушивая альбом на магнитофоне.

## В ролях
| Актёр            | Роль            |
| ---------------- | --------------- |
| Тед Нили         | Иисус Христос   |
| Карл Андерсон    | Иуда Искариот   |
| Ивонн Эллиман    | Мария Магдалина |
| Барри Деннен     | Понтий Пилат    |
| Боб Бингэм       | Каиафа          |
| Джош Мостел      | Ирод            |
| Курт Ягджян      | Анна            |
| Лэрри Т. Маршалл | Симон Кананит   |
| Филип Тобус      | Пётр            |

В сохранившихся рукописных записях Джуисона, которые он набрасывал в отеле Беверли-Хиллз, на главную роль в фильме он рассматривал Мика Джаггера, Джона Леннона, Пола Маккартни, Барри Гибба, Роберта Планта и Иэна Гиллана. Гиллан, исполнивший партию Иисуса на концептуальном альбоме, отклонил предложение Джуисона, потому что думал, что больше порадует поклонников, гастролируя с Deep Purple. Также на главную роль продюсеры рассматривали Микки Доленца (из The Monkees) и Дэвида Кэссиди. В 1971 году по приглашению агента Теда Нили Джуисон поехал из Палм-Спрингс в Лос-Анджелес, чтобы увидеть актёра на сцене в музыкальной адаптации рок-оперы 1969 года Tommy (1969) группы The Who. Но Нили не появился на сцене в ту ночь, когда приехал Джуисон. Они встретились на следующее утро, когда Нили в джинсовом костюме Levi's в накладных усах и бороде приехал в мотель к Джуисону, чтобы извиниться за свое отсутствие на представлении из-за болезни. После 20-минутной встречи, без прослушивания, Джуисон говорит своему партнёру по постановке Пэту Палмеру: «У меня есть предчувствие, что я нашёл нашего Иисуса».
«Иисус Христос Суперзвезда» стал дебютом в кинематографе для всех актёров, кроме Деннена и Джоша Мостела. Актёрский состав фильма состоял в основном из артистов одноимённой бродвейской постановки, с Тедом Нили и Карлом Андерсоном в главных ролях Иисуса и Иуды соответственно. Нили постоянно играл репортёра и прокажённого в бродвейской версии, и был основным дублёром на роль Иисуса. Андерсон также был дублёром роли Иуды, и даже заменял Бена Верина во время его болезни в бродвейской постановке и в Лос-Анджелесе. Также как и Деннен, Ивонн Эллиман (Мария Магдалина) и Боб Бингэм (Каиафа) повторили свои бродвейские роли в фильме (к тому же, Эллиман, как и Деннен, исполняли свои партии в концептуальном альбоме).
Отвечая на запрос пресс-службы Святого Престола о том, почему Джуисон выбрал чернокожего актёра на роль Иуды, режиссёр ответил, что Андерсон «проходил прослушивание вместе со многими другими кандидатами в Лондоне, и, как это часто бывает, фильм сам подсказал нам, что делать. Прослушивание было настолько успешным, что у меня не было никаких сомнений в том, что Андерсон был самым талантливым актёром, сыгравшим эту роль».

## Съёмки
Съемки фильма проходили в более чем 20 местах в четырёх израильских локациях: Иерусалиме, Мёртвом море, Беэр-Шеве и Назарете; а наиболее используемой локацией стала крепость Иродион. Бюджет был установлен на уровне чуть менее 3,5 миллионов долларов, частично поддержанный израильским правительством; в дополнение к скидке на импорт иностранной валюты (23,5 %), некоторые высокопоставленные чиновники, которые пытались открыть израильский киноцентр, финансировали проект. В свою очередь, Джуисон написал статью для Variety, рекламирующую израильские районы для съёмок. Как он писал, «в стране и среди её людей есть дух, который захватывает вас, и если вы проведёте там какое-то время, вы никогда не будете прежними». Эллиман, Нили и Андерсон получили по 16 500 долларов за свои роли (108 624 доллара в 2022 году), в то время как Джуисону заплатили сниженный гонорар в размере 15 000 долларов (98 749 долларов в 2022 году) в обмен на 10 % от мировой прибыли фильма.
Съёмки начались 18 августа 1972 года в пещерах Бейт-Губрин (ныне Национальный парк Бейт-Гуврин-Мареша), после того, как местность была очищена от фекалий птиц и летучих мышей. Джуисон выбрал это место, которое использовал для сцен «What’s the Buzz?», «Strange Thing Mystifying» и «Everything’s Alright», чтобы представить Иисуса и его апостолов похожими на подпольное движение рок-артистов. На роль апостолов он выбрал малоизвестных рок-музыкантов и только двое из них имели предыдущий опыт работы в кино. Затем производство переместилось на Западный берег реки Иордан, который был оккупирован Израилем после Шестидневной войны. Хореограф Роберт Исков вспоминал: «Арабы с пулемётами подошли к холму, указывая на нас. Они были из соседней деревни, там была какая-то заварушка, которая не имела ничего общего с фактической войной». Для большинства сцен Исков определял место съёмок в первый же день своей работы, а танцы и операторская работа были импровизацией в зависимости от местоположения. «Песня царя Ирода» и «Суперзвезда» были единственными сценами, локации для съёмок которых были запланированы до начала производства. Заброшенный набатейский город Авдат использовался для сцен с римскими священниками.
Большинство актёров, которые были светскими хиппи, во время съёмок мюзикла погрузились в религиозную атмосферу. Во время перерывов они громко играли музыку из альбома, ставшего основой мюзикла, читали Евангелие Иисуса Христа эпохи Водолея (1908) и проводили волейбольные матчи между командами Иуды и Иисуса. 46-летний Джуисон вне съёмок редко общался с актёрами. Тед Нили вспоминал, что во время съёмок распятия актёры чувствовали себя так, как будто они прошли тот же путь, что и Христос, и рыдали во время его речи на кресте.

## Изменения
Фильм претерпел некоторые изменения, внесённые в сценарий, что, как и в случае сценического шоу, вызвало некоторые споры. Так, были изменены некоторые тексты песен специально для фильма. Реприза «Everything’s Alright», исполненная перед «I Don’t Know How to Love Him» Марией Иисусу, была сокращена, осталась только заключительная лирика «Закрой глаза, закрой глаза и расслабься, ни о чём не думай сегодня вечером», в то время как предыдущий текст был опущен, в том числе «И я думаю, что я буду хорошо спать сегодня вечером» Иисуса. В сцене, где группа нищих и прокажённых подавляет Иисуса, «Исцели себя!» было изменено на «Оставьте меня в покое!», а в «Смерти Иуды» строка Каиафы «То, что вы сделали, будет спасением Израиля» была изменена на «То, что вы сделали, будет спасением всех».
Текст песни «Trial Before Pilate» также содержит некоторые заметные изменения и дополнения. Строка Иисуса «Где-то может быть Царство для Меня, если бы Я только знал» заменена на «если бы ты только знал». Киноверсия также добавила Пилату больше строк (впервые использованных в оригинальной бродвейской постановке), в которых он обращается к толпе с презрением, когда они взывают к имени Цезаря: «Что это за новое/Уважение к Цезарю?/До сих пор этого заметно не хватало!/Кто этот Иисус? Почему он другой?/Вы, евреи, производите мессий мешками!» и «Вот человек/Вот твой разбитый царь/Вы лицемеры!/Вы ненавидите нас больше, чем его!» Эти строки Пилата с тех пор присутствовали в каждой постановке шоу.
Саундтрек к фильму содержит две песни, которых нет в оригинальном концептуальном альбоме. «Тогда мы решаемся», в которой ярче отражены беды и страхи Анны и Каиафы относительно Иисуса, является оригинальной композицией, созданной специально для фильма. В саундтреке также присутствует «Could We Start Again Please?», которая была добавлена в бродвейское шоу и в сценические постановки. Большинство других изменений не были поддержаны в более поздних постановках и записях, хотя большинство постановок, как правило, сохраняют расширенную версию «Trial Before Pilate».

## Реакция
Хотя 1972—1973 годы были периодом снижения интереса к религии во всём мире, именно в этот период появились фильмы, наполненные религиозными темами: «Иисус Христос Суперзвезда», «Godspell», «Евангельская дорога: История Иисуса», «Брат Солнце, сестра Луна», «Сиддхартха», «Дворец Гризера», «Марджо» и «Изгоняющий дьявола». Дэвид У. Померой в статье для Theology Today объяснил эту тенденцию тем, что студии извлекают выгоду из контркультурных духовных движений, таких как движение Иисуса. В 1970-х годах фильмы об Иисусе также стали более яркими в таких работах, как «Иисус Христос — суперзвезда», «Godspell» и «Житие Брайана по Монти Пайтону» (1979). Gospel Road, Jesus Christ Superstar и Godspell, в частности, отклонились от драматического стиля Сесила Б. Демилля, типичного для более ранних основных религиозных фильмов.
«Иисус Христос Суперзвезда» собрал 24,5 миллиона долларов (эквивалентно 161,3 миллиона долларов в 2022 году) в прокате и заработал 10,8 миллиона долларов (71,1 миллиона долларов в 2022 году) в 1973 году при предполагаемом производственном бюджете в 3,5 миллиона долларов. Это был самый кассовый мюзикл в Соединённых Штатах и Канаде за год.
На Rotten Tomatoes рейтинг одобрения фильма составляет 52 % на основе 25 рецензий, со средним рейтингом 5,93/10. Консенсус критиков сайта гласит: «У Иисуса Христа — Суперзвезды невероятный пыл, не дающий впасть в святотатство, но слабый кастинг и монотонность тормозят грув этого мюзикла». На Metacritic фильм имеет средний балл 64 из 100 на основе 7 отзывов критиков, что указывает на «в целом благоприятные отзывы».
Роджер Эберт дал фильму три звезды из четырёх, назвав его «ярким и порой захватывающим пересказом» исходного материала. Он похвалил его как улучшенную версию «коммерческого шлака» исходного материала, «будучи лёгким, а не напыщенным» и «обращённым вовне, а не нарциссическим». Он аплодировал изображению Иисуса как «человеческого, сильного, но достижимого», чего до этого добивались только в «Евангелии от Матфея» (1964) и «Последнем искушении Христа» (1988).
Говард Томпсон из The New York Times, наоборот, писал: «Бродвей и Израиль встречаются лицом к лицу и катастрофически в киноверсии рок-оперы „Иисус Христос Суперзвезда“, поставленной в библейском стиле. Блеск популярной моды, музыкальное безумие и неоновые трубки этого откровенного сценического богатства, заключающей в себе Величайшую Историю, теперь болезненно увеличены, обнажены и, в конечном итоге, залатаны под голубым, величественным израильским небом, как будто по естественному решению». Артур Д. Мерфи из Variety писал, что фильм «парадоксальным образом одновременно очень хорош и очень разочаровывает. Абстрактная концепция фильма … переходит от элегантной простоты через вынужденную метафору к откровенной синтетичности в драматическом воздействии». Джин Сискел из Chicago Tribune дал фильму две с половиной звезды из четырёх и назвал музыку «более чем прекрасной», но обнаружил, что персонаж Иисуса «настолько запутанный, настолько бесформенный, что фильм не может преуспеть каким-либо значимым образом». Сискел также согласился с обвинениями в антисемитизме в адрес фильма. Чарльз Чамплин из Los Angeles Times писал: «Недостатки относительны, издержки замечательного стремления к совершенству, и многие сильные сцены, визуально и драматично, в „Суперзвезде“ оказывают поразительное влияние: хаос храма, прокажённые, эпизоды самого распятия». Гэри Арнольд из The Washington Post назвал фильм «произведением китча», которое «ничего не делает для христианства, кроме как коммерциализирует его».
В 2007 году в своей статье доктор Чахун Ён из Университета в Хвасоне отмечал: «Фильм Джуисона и Брэгга „Иисус Христос — суперзвезда“ обладает собственным творческим потенциалом, который принёс христианскому кинобизнесу свежее вдохновение и новый прорыв». Даже с течением времени, по словам профессора теологии Джейми Кларк-Соулз, «„Иисус Христос — суперзвезда“ продолжает очаровывать и провоцировать зрителей», со степенью, варьирующейся от осознания этого произведения как «культурного артефакта», до принятия его как «политического заявления, которое всё ещё актуально» или «своего рода экзистенциального путешествия».
Атом Эгоян, армяно-канадский режиссер, наиболее известный по фильму 1977 года «Славное будущее», неоднократно посещал сеансы кинотеатре «Хайда» в Виктории, которые демонстрировали фильм «Иисус Христос — суперзвезда». Как он объяснил, кинематография и замысел постановки стали для него опытом, благодаря которому он многому научился: «То, как движется камера, следуя в такт музыке, монтаж фильма, дизайн постановки, способы кадрирования … это было просто блестяще задумано, это как отдельное представление в рамках фильма».

### Реакция религиозных групп
Джуисон смог показать фильм папе Павлу VI. Тед Нили позже вспоминал, что папе «открыто понравилось увиденное. Он произнёс: „Мистер Джуисон, я не только ценю ваш прекрасный фильм о рок-опере, я верю, что он привлечёт больше людей во всём мире к христианству, чем когда-либо прежде“. А песня Марии Магдалины „I Don’t Know How to Love Him“ для папы Римского „имела вдохновенную красоту“. Тем не менее, фильм, как и мюзикл, подвергся критике со стороны некоторых религиозных групп. Как сообщалось в статье New York Times, „когда сценическая постановка открылась в октябре 1971 года, она была раскритикована не только некоторыми евреями как антисемитская, но и некоторыми католиками и протестантами как кощунственная в изображении Иисуса как молодого человека, который может даже интересоваться сексом“. За несколько дней до выхода киноверсии Национальный консультативный совет по связям с еврейской общиной описал её как „коварную работу“, которая даже „хуже, чем сценическая пьеса“ в драматизации „старой лжи о коллективной ответственности евреев за смерть Иисуса“, и заявил, что она возродит „религиозные источники антисемитизма“. В ответ Джуисон утверждал, что фильм „никогда не должен был быть подлинным или глубоким богословским произведением“.
Тим Райс отметил, что Иисус в глазах Иуды выглядел простым человеком. Некоторые христиане сочли это замечание, а также тот факт, что мюзикл не показывал воскресение, кощунственным. Хотя фактическое воскрешение не было показано на экране, заключительная сцена фильма тонко намекает на воскрешение (хотя, согласно комментарию Джуисона к выпуску DVD, сцена не была запланирована таким образом). Пуристы Библии указали на небольшое количество отклонений от библейского текста в качестве дополнительных недостатков, к примеру, когда сам Пилат видит сон вместо своей жены. А католики утверждают, что фраза „для всех, кого это заботит, этот хлеб может быть моим телом“ слишком протестантская в богословии, хотя Иисус говорит в следующих строках: „Это Моя кровь, которую вы пьете. Это мое тело, которое вы едите“.

## Академический анализ
«Иисус Христос — суперзвезда» — это повествование о Страстях Христовых, которое больше всего похоже на описание этой истории в Евангелии от Марка. В дополнение к введению, отражающему 1:4 Евангелия от Марка с точки зрения предзнаменования распятия, сценарий охватывает многие темы писания, такие как слепота учеников, служение и размышления о делах Божьих.
Фильм в основном фокусируется на конфликте персонажей, особенно Иисуса и Иуды. Но характеры персонажей не основаны на Евангелиях, а скорее представляют собой сборный обобщённый образ из различных Евангелий; Иуда, например, взят из описания его в Евангелии от Матфея и в Евангелии от Иоанна.Персонаж Марии и вовсе отличается от любого места Писания: «распутница-мулатка, которая является целью соперничества двух альфа-самцов», — как писала Кларк-Соулз.
Иуда играет роль сатаны в Евангелиях, выступая против миссии Иисуса. В фильме это отображено тем, что Иуда — чернокожий и одет в красное, а Иисус — белый и одет в светлую одежду. Иисус ссорится с апостолами, которые изображены себялюбцами, которые только и делают, что наслаждаются общением с такой жертвенной фигурой, как Иисус. Как они поют на тайной вечере: «Всегда надеялся, что стану апостолом / Знал, что у меня получится, если я попытаюсь / Тогда, когда мы закончим свою работу, мы сможем написать Евангелия / Чтобы о нас всё ещё говорили, когда мы умрём».
Изюминкой критиков и учёных является тема человеческого воплощения библейских персонажей, в частности Иисуса. Кларк-Соулз резюмировала: фильм «помогает нам представить этих людей реальными, имеющими разнообразные мотивы, с телами, которые потеют, жаждут секса, становятся сонными после слишком большого количества вина и умирают». Иисус изображен нетерпеливым, измученным и раздражённым, в одной сцене он набрасывается на апостолов за то, что они «такие глупые и медлительные». На публичных собраниях он бросает оценивающие взгляды на толпу; однако однажды, когда посредине танцевального эпизода входят римляне, настроение Иисуса меняется и он поёт: «Ни ты, Симон, ни римляне, ни чтецы, ни сам обречённый Иерусалим не понимают, что такое сила, не понимают, что такое слава, вообще не понимают, совсем не понимают». В эпизоде «Храм», он сталкивается с огромным количеством тех, кто нуждается в исцелении, но способен исцелить только нескольких из них. Поворотным моментом для Иисуса является «Молитва в Гефсиманском саду», где он сетует на то, что ему стало «грустно и устало» после того, как он был «вдохновлён» на создание движения, и набрасывается на Бога: «Покажи мне, что есть причина, по которой ты хочешь, чтобы я умер […] Смотри, как я умираю. Посмотри, как я умру».
Ким Паффенрот считает, что наибольшей глубиной проработки обладают персонажи Иуда и Мария, даже в сравнении с Иисусом: «их песни яркие и запоминающиеся, их образы полны страсти, в отличие от образа Иисуса, который кажется слишком пассивным, сбитым с толку и слабым».
«Иисус Христос — суперзвезда» — одна из многих постановок Джуисона, в которой главной темой является предательство. Ещё одна важная тема — сговор религиозных деятелей и власти из-за жадности. Правители, сосредоточившись на сохранении целостности своего государства, распинают Иисуса, заметив его вызовы политическому, экономическому и религиозному истеблишменту, проявившиеся в отказе от современных атрибутов продажи в «Храме».
«Иисус Христос — суперзвезда» отличается от других фильмов об Иисусе отсутствием верности оригинальному библейскому тексту, а также модернизацией его с точки зрения костюмов, постановки и поведения персонажей. Большинство персонажей картины отсылают к движению хиппи и молодёжной культуре 1960-х и 1970-х годов, особенно это заметно в танцевальных движениях и костюмах (за исключением титульного персонажа). В идиосинхронности фильма создаётся напряжение, которое подразумевает, что социальные проблемы, преобладавшие в эпоху Иисуса, всё ещё актуальны в настоящем. В начале фильма изображён актёрский состав, который едет в автобусе с надписями на арабском и иврите, намекающими на Шестидневную войну, и взволнованно выносят крест из автобуса. На рынке в «Храме» торгуют как товарами того времени — птицей, овцами, так и современными гранатами, оружием и наркотиками.
Хотя интерпретация библейских писаний для высказывания о современных политических и социальных проблемах является обычным аспектом религиозных фильмов, «Иисус Христос — суперзвезда» — один из немногих, который охватывает сразу несколько тем. В картине присутствуют антивоенные настроения, связанные с протестом против войны во Вьетнаме: вооружённые автоматами солдаты в военной форме, воры, торгующие гранатами, пулемётами и наркотиками, а Иуда сталкивается с танками и истребителями. Места съёмок в Израиле были выбраны Полом В. М. Флешером и Робертом Торри, опираясь на основные события ближневосточного конфликта. Выбор чернокожего актера для роли Иуды отражает движение за гражданские права чернокожих, и наиболее ярко проявленный в эпизоде его самоубийств, когда он вешается на верёвке на дереве, напоминая о линчеваниях. Кларк-Соузл анализирует расовый вопрос как играющий «решающую, хотя и неоднозначную роль в фильме», поскольку и белый, и чернокожий актёр изображают персонажей, которые в первом столетии принадлежали к одной еврейской расе. В эпизоде «Heaven On Their Minds» Иуда спрашивает Иисуса: «Разве ты не заботишься о своей расе?»

## Награды и номинации

### Награды
| Премия «BAFTA» | Премия «BAFTA»                                              |
| -------------- | ----------------------------------------------------------- |
| 1974           | Лучший саундтрек (Лес Уиггинс, Гордон МакКаллум, Кит Грант) |

### Номинации
| Премия «Оскар»                                                     | Премия «Оскар»                                                                |
| ------------------------------------------------------------------ | ----------------------------------------------------------------------------- |
| 1974                                                               | Лучшая музыка к фильму (Андре Превин, Герберт У. Спенсер, Эндрю Ллойд Уэббер) |
| Премия «Золотой глобус»                                            |                                                                               |
| 1974                                                               |                                                                               |
| Лучший фильм (комедия или мюзикл)                                  |                                                                               |
| Лучшая женская роль (комедия или мюзикл) (Ивонн Эллиман)           |                                                                               |
| Лучшая мужская роль (комедия или мюзикл) (Карл Андерсон, Тед Нили) |                                                                               |
| Самый многообещающий актёр-новичок (Карл Андерсон, Тед Нили)       |                                                                               |
| Премия BAFTA                                                       |                                                                               |
| 1974                                                               |                                                                               |
| Лучшая операторская работа (Дуглас Слокомб)                        |                                                                               |
| Лучший дизайн костюмов (Ивонн Блэйк)                               |                                                                               |
| Премия объединенных наций                                          |                                                                               |

Кроме того, фильм был отмечен Американским институтом киноискусства, и был номинирован на попадание в список „100 лучших песен из американских фильмов за 100 лет“ (за композицию „I Don’t Know How to Love Him“) и „100 самых вдохновляющих американских фильмов за 100 лет“ по версии Американского института киноискусства в 2004 и 2006 годах соответственно.
В книге 1980 года »Удостоенные «Золотой индюшки»" Майкла и Гарри Медведа, где представлены неудовлетворительные по качеству фильмы, а также режиссёры и актёры, которые принимали участие в их создании, Нили получил «награду» за «Худшую мужскую роль Иисуса Христа». Тед Нили продолжал исполнять роль Иисуса во время гастролей рок-мюзикла по США.
Спустя годы фильм всё ещё оставался популярным, выиграв в 2012 году конкурс на портале Huffington Post как «Лучший фильм об Иисусе».

## Саундтрек
Саундтрек к фильму был выпущен на виниле лейблом MCA Records в 1973 году. Он был переиздан на CD в 1993 и в 1998 году к 25-летию фильма.
| Сторона 1 1. Overture — 5:26 2. Heaven On Their Minds — 4:22 3. What’s The Buzz — 2:36 4. Strange Thing Mystifying — 1:52 5. Then We Are Decided — 2:32 6. Everything’s Alright — 3:36 7. This Jesus Must Die — 3:45 Сторона 2 1. Hosanna — 2:32 2. Simon Zealotes — 4:52 3. Poor Jerusalem — 1:38 4. Pilate’s Dream — 1:45 5. The Temple — 5:26 6. I Don’t Know How to Love Him — 3:55 7. Damned For All Time/Blood Money — 4:37 | Сторона 3 1. The Last Supper — 7:12 2. Gethsemane (I Only Want to Say) — 5:39 3. The Arrest — 3:15 4. Peter’s Denial — 1:26 5. Pilate And Christ — 2:57 6. King Herod’s Song — 3:13 Сторона 4 1. Could We Start Again Please? — 2:44 2. Judas' Death — 4:38 3. Trial Before Pilate (Including the 39 Lashes) — 6:47 4. Superstar — 3:56 5. The Crucifixion — 2:40 6. John 19:41 — 2:20 |

## Ремейки и переиздания
В интервью журналу Variety в 2008 году кинопродюсер Марк Платт заявил, что он вёл переговоры с несколькими кинематографистами о ремейке «Иисус Христос — суперзвезда».
В 2013 году было выпущено Blu-ray издание к 40-летию фильма, включающее комментарии режиссера и Теда Нили, интервью с Тимом Райсом, фотогалерею и видео оригинального трейлера.
В 2015 году Нили объявил о предстоящем выпуске документального фильма под названием «Суперзвезды: создание и воссоединение фильма „Иисус Христос —суперзвезда“» о производстве фильма.